# Ann-Helén Grahm
Karin Ann-Helén Caroline Grahm, född 28 oktober 1971 i Tomelilla, är en svensk fotbollstränare och tidigare fotbollsspelare. Hon har en lång bakgrund som fotbollstränare med många uppdrag som assisterande tränare och scout åt flera olika landslag. Senast var hon assisterande tränare i mexikanska Tigres UANL.

## Karriär
Ann-Helén Grahm började som tränare i Stattena IF år 2000 där hon bland annat tränade en ung Caroline Seger. Inför 2004 återvände hon för att träna laget under föreningens andra säsong någonsin i Damallsvenskan. 
2005 anställde Skottlands fotbollsförbund henne i en kombinerad roll som assisterande förbundskapten och utvecklare av damfotbollen i landet. Hon ledde där landslaget tillsammans med Anna Signeul. I Skottland gjorde tränarduon ett omfattande förändringsarbete för att professionalisera landets damfotboll. 
Efter att ha arbetat åt skotska förbundet i sex år blev Grahm assisterande förbundskapten i det svenska damlandslaget med Tomas Dennerby som cheftränare. Tillsammans ledde de Sverige till ett brons i VM i Tyskland 2011. 
Inför 2013 återvände hon till Skottland som assisterande förbundskapten tillsammans med Anna Signeul, och stannade som det till 2017. 
Under våren 2018 var hon huvudtränare för Hammarby IF:s damlag men lämnade under sommaren när laget låg på nedflyttningsplats.
Efter 2017 har Ann-Helén Grahm arbetat som scout på olika uppdrag och var fram till 2021 scout åt Finlands damlandslag, men i april 2021 fick hon istället uppdraget som assisterande tränare åt Finlands damlandslag. Där återförenades hon med Anna Signeul som var huvudtränare. Tränarteamet avslutade dock uppdraget efter att ha slutat sist i sin grupp i fotbolls-EM 2022 utan att ha tagit en enda poäng.
I augusti 2022 värvade det mexikanska laget Tigres UANL från Monterrey henne till assisterande tränare och i november stod Tigres som mexikanska mästare genom att de vann slutspelet av höstserien Apertura. Därefter valde Grahm och Tigres att gå skilda vägar. 